# Thomas Chauvineau
Pour les articles homonymes, voir Chauvineau.
Thomas Chauvineau, né à Lille le 10 janvier 1974, est un journaliste et animateur français de télévision et de radio.
Notamment rédacteur en chef de l'émission Invitation au voyage sur Arte et animateur pour France Inter.

## Biographie
Entré à France Inter en 1997, après une émission concours appelée « France Inter c'est classe » et présentée par Roland Dhordain, il a animé le débat de midi sur la grille estivale. Il a également été animateur remplaçant des émissions Grand bien vous fasse d'Ali Rebeihi, Service Public présenté par Guillaume Erner et Isabelle Giordano. Il a également collaboré à l'émission Eclectik de Rebecca Manzoni.
A la télévision, il a été chroniqueur pour l'émission Les Maternelles sur France 5 auprès de Daphné Burki, reporter pour le grand journal et La Nouvelle Edition sur Canal +. Il est aujourd'hui rédacteur en chef de l'émission Invitation au voyage présentée par Linda Lorin sur Arte.